# PGO・PMX110

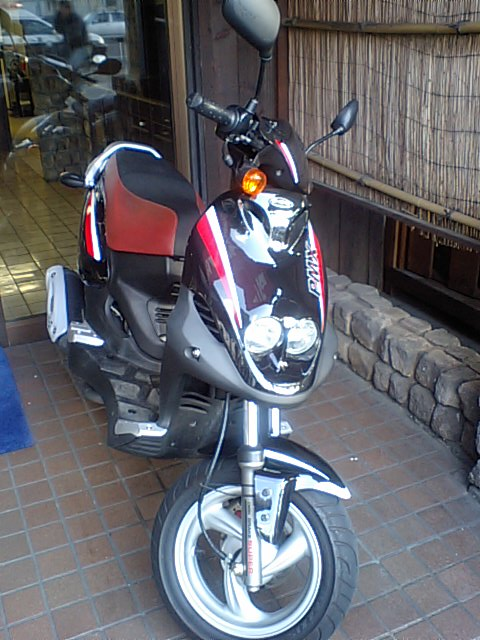
PMX110 フランス仕様後期モデル

PMX110とは、かつてPGOが製造販売していたスクーターである。

## 概要
- 106ccクランクケースリードバルブ方式の2サイクルエンジンを搭載した原付二種スクーターである。
- 12インチホイールを採用した腰高なオフロード・モタードをイメージしたデザインである。
- 通常バージョンのPMX110 Sportと、バーハンドル仕様のPMX110 Nakedがある。Nakedはハンドル以外に、ホイールがアルミからスチールに、リアが10インチになるという変更がされている。そのため車体サイズ、重量などが若干異なる。
- 年式により複数の仕様が存在し、フロントブレーキ、フロントフォーク、駆動系の仕様が若干異なる。通称「台湾仕様」とフロント周りの仕様が違う「フランス仕様」があり、フランス仕様には駆動系のセッティングが見直されタンクが樹脂になった「後期型」が存在する。
- ヤマハ・グランドアクシスとの共通箇所が多いといわれている。シリンダー、駆動系パーツの一部等の互換性がある。（ただし、装着には加工が必要である）

同一フレームに50ccエンジンを搭載したPGO・PMX50という兄弟車がかつては存在したが、2007年に自動車排出ガス規制強化のため生産終了。追って110も2008年秋をもって生産が終了し、後継車種としてi'ME125が発表された 。

## 諸元
- 全長:1,807mm/1,667mm
- 全幅:637mm/780mm
- 全高:1,116mm/1,125mm
- 乾燥重量:89.0kg/ 96.0kg 
  - 以上スペックは Sport/Naked
- エンジン形式:空冷2サイクル
- 総排気量:106.2cc
- 変速機形式:CVT
- 内径x行程:52.0mm×50.0mm
- 圧縮比:6.5:1
- 始動方式:セル・キック併用
- 最大出力:9.3PS/7,500rpm
- 最大トルク:0.9kg-m/6,500rpm
- 燃料タンク容量:5.1L
- ブレーキ:前：油圧ディスク（径190mm）/後：ドラム
- タイヤサイズ:F:120/70-12 R:130/70-12（Sport） F:120/70-12 R:130/90-10（Naked）